# Área metropolitana de Yuma
El Área Estadística Metropolitana de Yuma, AZ MSA , como la denomina la Oficina de Administración y Presupuesto, es un Área Estadística Metropolitana designada como tal en 1990.  Centrada en la ciudad de Yuma, estado de Arizona, Estados Unidos, solo abarca el condado homónimo. Su población según el censo de 2010 es de 195.751 habitantes.

## Comunidades
Ciudades
- San Luis
- Somerton
- Yuma (ciudad principal)

Pueblo
- Wellton

Lugares designados por el censo
- Fortuna Foothills
- Gadsden
- Tacna

Lugares no incorporados
- Dateland
- Hyder
- Mohawk
- Roll